# 나쿨라

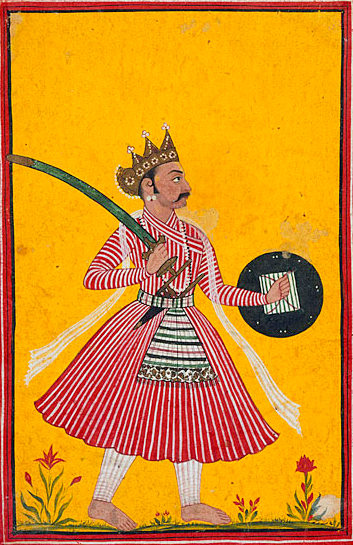
나쿨라를 묘사한 18세기 그림

나쿨라(산스크리트어: नकुल)는 힌두 서사시 마하바라타에서 판다바 형제 다섯 명 중 넷째였다. 나쿨라와 사하데바는 마드리에게 축복받은 쌍둥이였다. 그들의 부모 판두와 마드리는 일찍 죽었고, 쌍둥이들은 계모 쿤티에게 입양되었고 하스티나푸라에서 드로나에게 훈련을 받았다.
아유르베다, 검술, 기마술에 능한 크리슈나 경(부반 순다르)은 나쿨라를 제외하고 마하바라타에서 가장 잘생긴 사람으로 여겨진다. 나쿨은 두 명의 아내 드라우파디와 체디 왕 시슈팔라의 딸 카레누마티를 두었다. 유디슈티라의 라자수야를 위해 그는 시비스 왕조, 로히타카 왕조를 정복했다. 주사위 게임 이후 판다바와 드라우파디는 13년 동안 추방되었고, 마지막 해는 알려지지 않았다. 익명으로 나쿨라는 그란티카라는 이름의 말 조련사로 변장했다. 쿠루크셰트라 전쟁에서 나쿨라는 샤쿠니의 아들 브리카수라를 포함한 많은 전사들을 죽였다.

## 출생 및 초기 생애
판두가 아이를 낳지 못했기 때문에(리시 킨다마의 저주로 인해), 쿤티는 세 명의 아이를 낳기 위해 세이지 두르바사가 준 은혜를 이용해야 했다. 그녀는 판두의 두 번째 아내인 마드리와 함께 그 은혜를 나누었는데, 마드리는 나쿨라와 사하데바를 낳기 위해 아슈비니 쿠마라스를 불렀다. 나쿨라는 쿠루 가문에서 가장 잘생긴 사람으로 알려져 있었다.
어린 시절, 나쿨라는 아버지 판두와 사타스링가 아슈람에서 은둔자 수카 밑에서 펜싱과 칼을 던지는 기술을 익혔다. 나중에 판두는 아내 마드리와 사랑을 나누려다 목숨을 잃었다. 후자는 또한 남편의 화로에 몸을 숨겼다. 그리하여 나쿨라는 형제들과 함께 하스티나푸라로 이주하여 쿤티에게 양육되었다. 쿤티는 그의 아들들만큼 그를 사랑했다.
나쿨라는 드로나의 지도 아래 양궁과 검술 실력을 크게 향상시켰다. 나쿨라는 검을 능숙하게 휘두르는 것으로 밝혀졌다. 다른 판다바 형제들과 함께 나쿨라는 쿠루 왕국 사제인 크리파와 드로나에게 종교, 과학, 행정, 무술을 배웠다. 그는 특히 말에 능숙했다.

라크샤그리하 사건 이후 판다바와 그들의 어머니 쿤티가 은신하고 있을 때, 아르주나는 드라우파디의 손을 잡고 결혼하였다. 나쿨라는 그의 형제들과 함께 그녀와 결혼했고 쿠루크셰트라 전쟁에서 아슈와타마에게 살해당한 아들 샤타니카를 낳았다.
그는 또한 시슈팔라의 딸 카레누마티와 결혼하여 아들 니라미트라를 낳았다.